# Araneus carabellus
Araneus carabellus este o specie de păianjeni din genul Araneus, familia Araneidae. A fost descrisă pentru prima dată de Strand, 1913. Conform Catalogue of Life specia Araneus carabellus nu are subspecii cunoscute.